# جذريات الأسنان
جذريات الأسنان (الاسم العلمي: Rhizodontida) وهي رتبة منقرضة من أسماك أشباه رباعيات الأطراف المفترسة المعروفة من العديد من مناطق العالم من بداية مرحلة الغيفتي حتى عصر البنسلفاني - أقدم الأنواع المعروفة منذ حوالي 377 مليون سنة مضت، والأحدث حوالي 310 مليون سنة مضت. عاشت جذريات الأسنان في الأنهار الاستوائية وبحيرات المياه العذبة وقد كانت هي المفترس المهيمن في عصرها. يصل بعضها إلى أحجام ضخمة - أكبر الأنواع المعروفة هي جذري الأسنان هيبرتي [الإنجليزية]، من أوروبا وأمريكا الشمالية، ويقدر طولها إلى 7 أمتار، مما يجعلها أكبر أسماك المياه العذبة المعروفة.